# Torre de Fernando VI
La torre de Fernando VI, también denominado Castillo Nuevo, es una fortificación situada en la localidad de Hecho (España), en el Pirineo aragonés, en la antigua calzada romana, de la que solo se conservan las ruinas de la torre.
No debe confundirse con el fuerte de Ysil, situado también en Hecho, en el camino viejo a Oza, cerca del puente del Ysil sobre el río Aragón Subordán. Diversos autores, e incluso la página SIPCA, confunden o mezclan ambas.

## Historia
La torre fue construida por orden de Fernando VI, a 1,5 km del «castillo antiguo», el fuerte de Ysil, que había sido construido en 1592 por orden de Felipe II. Se encuentra en la orilla derecha del río Aragón Subordán, en la antigua calzada romana. La fortificación fue proyectada por Juan Martín Zermeño y su hijo Pedro.
En 1779 Bernardo Espinalt y García publicaba en El Atlante Español,

Antiguamente había un Castillo situado en el camino principal, que va a Francia, con un destacamento más o menos numeroso, según lo exigían las urgencias: por orden del Rey Don Fernando el sexto se construyó otro nuevo en la misma carrera de aquel Reyno, en distinto parage en las inmediaciones de su Frontera, que se guarnece, según la Tropa que tiene la Plaza de Jaca.

Aquí ya aparecen el «castillo», que se refiere al fuerte de Ysil, y «otro nuevo», la torre de Fernando VI.  Ambas construcciones fueron mencionadas también en 1802 por Mateo Sumán en su Diccionario Geográfico del Reino de Aragón.

En tiempo de Felipe II se mandó construir el castillo viejo que estaba a la orilla izquierda del Aragón Subordán en el término o puerto de la Costatiza, a distancia de cerca de tres horas de la villa, y media hora distante del castillo nuevo que hoy existe a la orilla derecha del rio Aragón, y se edificó en tiempos de Fernando el VI. Es de forma cuadrada, a modo de torre, es pequeño. Tiene dos divisiones, alta y baja, con oratorio muy pequeño. Cabe poca tropa. Se sube a él con escalera portátil. Dista poco más de dos horas de Hecho; está situado en el término llamado el Bozo, en el Camino real que guía a Francia.

En 1998, tras una visita de un grupo de profesores de la Escuela Técnica de Edificación de la Universidad de Madrid, el catedrático Pascual Úbeda advirtió del peligro de ruina de la torre. En 1999 el gobierno de Aragón realzó una consolidación de la torre, pero sin tener en cuenta las recomendaciones de Úbeda. En febrero de 2020 fue incluida en la Lista Roja del Patrimonio: «tras una mala intervención hace 20 años, su deterioro ha continuado y hace tres años se ha desplomado el lienzo norte. Recientemente se ha desmoronado parte del lienzo este, cuyos cascotes han colapsado el camino, siendo retirados para permitir el paso de los transeúntes que frecuentan el camino viejo a Oza».

## Descripción

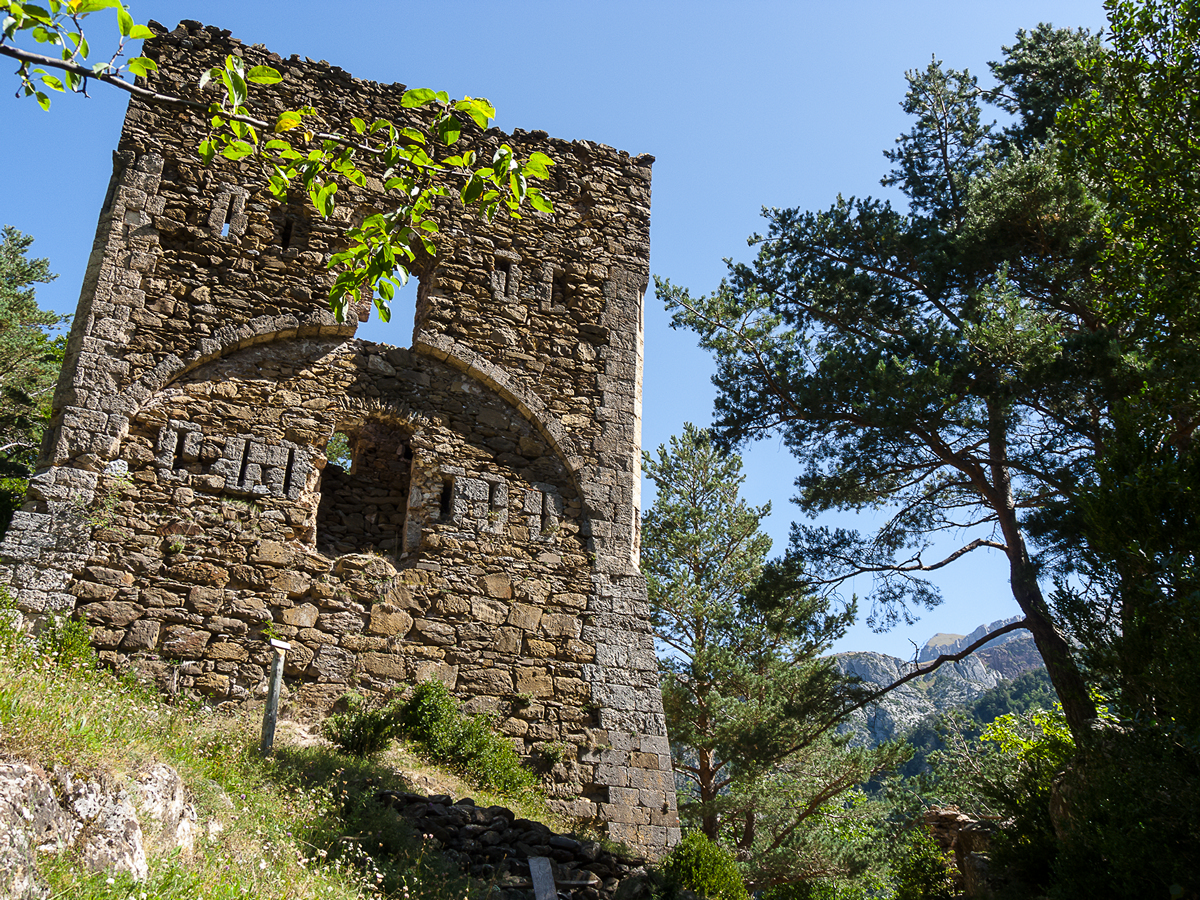
Estado de la torre en 2012

Del castillo solo se conservan las ruinas de la torre. La torre tiene una planta trapezoidal y cuerpo cuadrado, construida con piedra irregular reforzada con sillares en las esquinas. Se conservan en los muros restos de ventanas, aspilleras, algunas enmarcadas con sillares, y un arco que supuestamente soportaba la segunda planta, por la que se entraría en el edificio. La torre tendría en total tres alturas.
Alrededor habría una muralla de la que se conservan restos escasos.